# Podstawy marksizmu-leninizmu
Podstawy marksizmu-leninizmu (ros. Основы марксизма-ленинизма) – radziecki podręcznik akademicki do marksizmu-leninizmu, stworzony przez grupę autorów na czele z Otto Kuusinenem i wydany w ZSRR w 1959 roku. Na język polski książka została przetłumaczona przez zespół autorów w składzie Reginy Hekker i in. Jest to podręcznik bardzo obszerny – w polskim wydaniu książka ma prawie 1000 stron . Podręcznik wykłada marksizm-leninizm w następującej kolejności:
1. filozofia marksistowsko-leninowska, łącznie z  materialistycznym pojmowaniem dziejów,
2. marksistowska ekonomia polityczna,
3. teoria i taktyka międzynarodowego ruchu komunistycznego,
4. teoria socjalizmu i komunizmu.

Autorzy podkreślają, że ich książka zwraca szczególną uwagę na problemy budownictwa nowego społeczeństwa, zwłaszcza na ten wkład, który do opracowywania tych problemów wniósł Włodzimierz Lenin.

Pierwsze wydanie niniejszej książki zostało dobrze przyjęte zarówno przez radziecką, jak i międzynarodową prasę komunistyczną. Liczni propagatorzy marksizmu uznali, że książka ta jest pożytecznym, popularnym a zarazem kompetentnym naukowym wykładem podstaw marksizmu-leninizmu — jednolitej, harmonijnej teorii. Książka została przetłumaczona na wiele języków obcych (angielski, francuski, niemiecki, włoski, hiszpański, chiński, japoński i inne).

W podręczniku nie używa się terminu "naukowy komunizm", ponieważ ta dyscyplina powstała w Związku Radzieckim dopiero po wydaniu książki.